# Bernard Quiriny
Bernard Quiriny (Bastogne, 27 giugno 1978) è uno scrittore belga, critico e professore universitario di filosofia del diritto all’Università della Borgogna.

## Biografia
Critico letterario e musicale, scrive per "Le Magazine Littéraire" e per la rivista "Chronic'art", di cui dirige la sezione libri. La sua attività letteraria si apre con la raccolta L'angoisse de la première phrase (Phébus, 2005), vincitrice del «Prix de la Vocation» come migliore opera prima. Nel 2008 con Contes carnivores (2008), pubblicato in Italia con il titolo Racconti carnivori (Omero Editore, 2009) vince il premio Marcel Thiry e ottiene il Prix Rossel, il più importante premio per la letteratura belga. La biblioteca di Gould (L'orma editore, 2013), terzo libro pubblicato in Italia, è stato tra i vincitori del Premio Salerno Libro d'Europa 2014.
Le sue opere sono state spesso paragonate ai racconti fantastici di Jorge Luis Borges e Edgar Allan Poe.